# 北京市城市管理委员会
北京市城市管理委员会（简称市城管委）于2015年成立，是北京市人民政府的组成部门。
市城管委同时挂首都城市环境建设管理委员会办公室牌子。

## 机构沿革
市城管委的前身是北京市市政市容管理委员会。2015年，为响应北京市市委十一届十次全会“要形成城市管理合力，进一步完善综合管理与专业管理相结合、多部门共同履行城市管理职责的格局"的要求，北京市城市管理委员会宣告成立。该日，北京市市政市容管理委员会同时宣告撤销。
市城管委沿用了市政市容管理委员会的领导班子，由原市政市容委主任孙新军担任市城管委主任，其他副主任和巡视员级委员亦维持现有职务。

## 职责
市城管委吸收了原市政市容委的全部职责，市发改委相关的煤、电、油、气日常职责，市园林绿化局、水务局的部分职责以及城市管廊建设的职责。
市城管委的具体职责如下：
（一）贯彻执行国家有关法律法规、战略规划和政策措施；起草本市关于城市管理和城乡环境建设综合协调、市容环境卫生管理、能源日常运行管理、相关市政公用事业管理等方面的地方性法规草案、政府规章草案，拟订城市管理方面的发展规划、年度计划，并组织实施；制定相关标准化工作规划、计划，拟订相关地方标准和规范，并组织监督实施。
（二）负责对本市城市管理工作的业务指导、组织协调、指挥调度、专项整治和检查评价；承担城市管理、城乡环境建设的综合协调、监督考核工作；承担首都城市环境建设管理委员会的具体工作。
（三）负责统筹、规划、指导本市网格化城市管理工作，负责本市城市管理网格化体系建设、运行和日常管理工作；组织协调、管理城市运行保障的监测工作。
（四）承担本市城市容貌管理责任；组织协调落实重点地区、重点街道的景观建设和治理工作；组织协调、管理城市道路公共服务设施设置；负责市容环境综合整治工作，组织架空线入地和规范整治工作；负责管理户外广告、牌匾标识、标语、宣传品设置；负责城市照明管理工作，会同市规划国土管理部门编制夜景照明专项规划并组织实施，监督照明设施的维护管理。
（五）负责本市环境卫生的组织管理和监督检查工作；承担生活垃圾等固体废弃物清扫、收集、贮存、运输和处置的监督管理责任；负责指导、管理环境卫生设施建设工作；负责垃圾分类工作，按有关规定对再生资源回收行业进行监督管理。
（六）负责本市燃气、供热、煤炭、电力、电源点的行业管理；负责加油（气）站管理的综合协调；负责新能源汽车充电站（桩）的建设和运营管理。
（七）统筹本市能源日常运行工作，承担煤、电、油、气等能源的日常运行监测、调度、协调和供应保障工作；建立健全热电气常态化联调联供机制。
（八）承担综合协调管理本市地下管线及其检查井和井盖设施的责任；会同市交通等相关管理部门推进地下管线工程与道路工程同步实施；负责地下综合管廊规划、建设和运营的综合协调管理，制定相关政策，参与编制地下综合管廊规划，拟订年度建设计划，负责地下综合管廊运营的监督管理；承担相关市政设施建设的统筹协调工作，建立市政设施工程规划、建设、管理有效衔接机制，参与相关建设工程的联合验收。
（九）负责本市石油、天然气管道（不包括炼油、化工等企业厂区内管道）保护工作，并承担相应监管职责。
（十）承担本市市容环境卫生、燃气、供热、煤炭、电力、电源点、市政管线及附属设施、地下综合管廊、再生资源回收、加气（电）站、户外广告设施、城市照明设施等方面的安全监管或管理责任；负责相关重要设施建设工程质量和安全运行的监督管理；督促行业内重点单位建立安全管理制度和应急预案，落实安全防范措施，消除事故隐患，并在职责权限范围内负责监督检查和依法处理；承担北京市城市公共设施事故应急指挥部、北京市电力事故应急指挥部的具体工作，负责组织、协调、指导、检查城市公共设施事故的预防和应对工作。
（十一）负责本市市容环境卫生管理、能源日常运行管理、相关市政公用事业管理等方面科技发展和信息化建设工作，指导重大科技项目攻关、成果推广和新技术引进；承担本市城市管理财政预算运维资金的统筹管理责任；组织开展对外交流合作。
（十二）承办市政府交办的其他事项。

## 组织架构

### 内设机构
办公室、研究室、法制处、综合计划处、环境建设规划发展处、城市管理综合协调处、城市管理督查考评处、网格化城市管理办公室（城市管理监督指挥中心）、市容景观管理处、市容环境整治处、户外广告管理处、城市照明管理处、环境卫生管理处、固体废弃物管理处、环境卫生设施处、能源运行管理处、电力煤炭管理处（北京市电力管理办公室、北京市煤炭管理办公室）、燃气管理办公室、供热管理办公室、车用能源站管理处、地下综合管廊管理处（市政设施建设协调处）、市政管线管理处、石油天然气管道保护办公室、安全应急工作处、科技信息处、服务联络处、宣传动员处、财务处、组织人事处、机关党委（党建工作处）、机关纪委、工会、离退休干部处。

### 所属机构
北京市公用工程质量监督站、北京市垃圾分类治理促进中心、北京市环境卫生管理事务中心、北京市城市管理委员会综合事务中心、北京市城市运行管理事务中心、北京市城市管理研究院（北京市环境卫生监测中心）、北京市环境卫生涉外服务中心、北京市城市管理委员会宣传教育中心、北京市城市管理高级技术学校。